# Boriza argentipunctata
Boriza argentipunctata är en fjärilsart som beskrevs av Paul Dognin 1911. Boriza argentipunctata ingår i släktet Boriza och familjen tandspinnare. Inga underarter finns listade i Catalogue of Life.